# Godorf
Godorf, Köln-Godorf — dzielnica miasta Kolonia w Niemczech, w okręgu administracyjnym Rodenkirchen, w kraju związkowym Nadrenia Północna-Westfalia, na lewym brzegu Renu. 